# Mayumi Aoki
Mayumi Aoki, född 1 maj 1953 i Yamaga, är en japansk före detta simmare.
Aoki blev olympisk guldmedaljör på 100 meter fjäril vid sommarspelen 1972 i München.